# 神奈川県道61号平塚伊勢原線

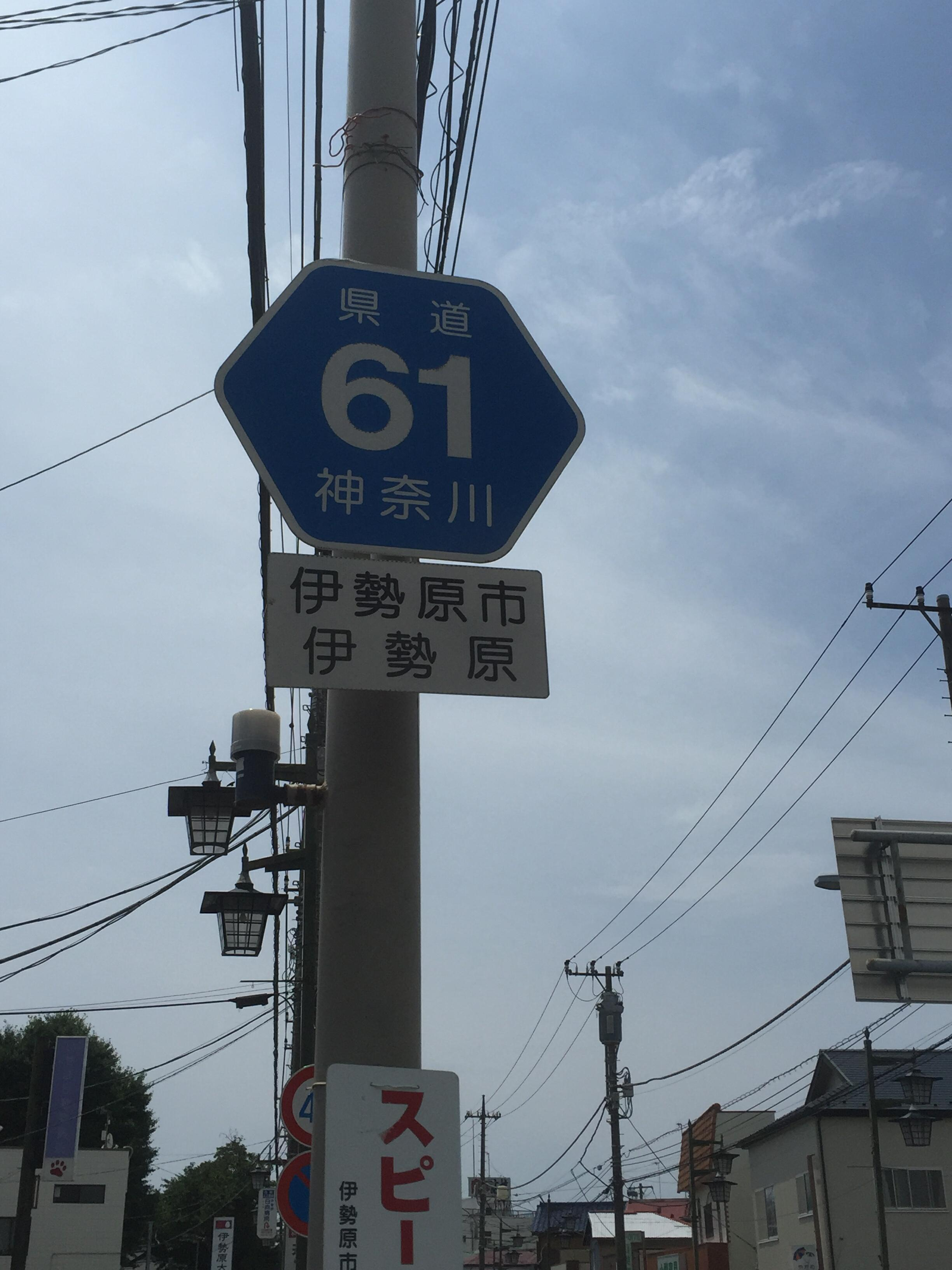
県道番号標示（伊勢原市伊勢原）

神奈川県道61号平塚伊勢原線（かながわけんどう61ごう ひらつかいせはらせん）は、神奈川県平塚市と神奈川県伊勢原市を結ぶ県道（主要地方道）である。

## 概要
平塚 - 伊勢原間をほぼ平坦な一直線で結ぶ道路で平塚市民は「伊勢原街道」、伊勢原市民は「平塚線」と呼ぶ。平塚市内に3,4車線区間があるほかは2車線道路であるが、道幅にかなり余裕があり、朝夕の通勤時間帯以外は交通量が多いにもかかわらず、順調に流れる。

### 路線データ
- 陸上距離：10.4km
- 起点：神奈川県平塚市虹ヶ浜・龍城ケ丘 八間通り入口交差点（国道134号交点）
- 終点：神奈川県伊勢原市伊勢原・田中・板戸 伊勢原交差点（国道246号交点）
- Google マップ

## 地理

### 通過する自治体
- 神奈川県
  - 平塚市 - 伊勢原市

### 経路および交差・接続する道路・河川・鉄道路線
- 神奈川県平塚市
  - 八間通り入口交差点（国道134号、平塚市虹ヶ浜・龍城ケ丘）
  - 立体交差（東海道本線、平塚市桃浜町 - 錦町）
  - 検察庁前交差点（国道1号、平塚市平塚・見附町・立野町・豊原町）
  - 新大繩橋（渋田川、平塚市中原3丁目 - 南豊田）
  - 豊田本郷交差点（神奈川県道605号下糟屋平塚線、平塚市豊田本郷）
  - 立体交差（東海道新幹線、平塚市豊田本郷）
  - 赤羽橋交差点（国道271号、平塚市城所 - 伊勢原市岡崎）
  - 立体交差（小田原厚木道路、赤羽橋交差点と同位置）
- 神奈川県伊勢原市
  - 踏切（伊勢原1号踏切）（小田急小田原線、伊勢原市桜台1丁目 - 伊勢原1丁目・2丁目）
  - 伊勢原交差点（国道246号、伊勢原市伊勢原3丁目・田中・板戸）

### 周辺の地理・施設
- 相模湾
- 平塚市立花水小学校
- 平塚市立浜岳中学校
- 神奈川県立平塚工科高等学校
- 神奈川県立平塚江南高等学校
- 神奈川県立平塚ろう学校
- 平塚市総合公園
- 神奈川県立平塚中等教育学校
- 鈴川
- 平塚市立大住中学校
- 伊勢原市立桜台小学校
- 伊勢原市立伊勢原中学校
- 伊勢原駅
- 伊勢原市立伊勢原小学校